# Battle in Seattle
Battle in Seattle (Batalha em Seattle(título em Portugal) ou Batalha de Seattle (título no Brasil)) é um longa-metragem político de ação lançado em 2007 marca a estreia do diretor Stuart Townsend. Seu enredo trata de diferentes personagens fictícios que participam das manifestações contra reunião da OMC em Seattle em 1999. O filme estreou 22 de Maio de 2008 no Festival Internacional de filmes de Seattle.

## Enredo
O filme retrata o protesto em 1999, mostra como milhares de ativistas chegaram em massa a Seattle em Washington para protestar a Conferência Ministerial WTO (Organização de Comércio Mundial).  A OMC é considerada pelos protestantes contribuinte do alargamento da disparidade socioeconômica entre ricos e pobres ao mesmo tempo em que esta afirma participar do processo para que a disparidade, fome mundial, doenças e morte diminuam. O filme dá um zoom em vários personagens fictícios durante estes cinco dias de 1999, como manifestantes que protestaram no encontro da OMC nas ruas de Seattle. O filme retrata conflitos entre os protestantes pacíficos e a minoria cometendo deterioração de propriedades, conhecidos como Black Bloc, os quais tiveram suas ações cobertas vastamente pela mídia. Apesar do início pacífico do protesto com intuito de parar a discussão da OMC, a polícia passou a infringir a multidão com gás lacrimogênio quando a essa se negou a sair das ruas e assim a situação se transformou em tumulto total e Estado de Emergência que encurralou os protestantes conta o Departamento de Polícia de Seattle e a Guarda Nacional.

## Elenco
Mesmo filme sendo baseado em eventos reais, os personagens são fictícios.
- Martin Henderson como Jay
- Michelle Rodriguez como Lou
- Charlize Theron como Ella
- Woody Harrelson como Dale
- André Benjamin como Django
- Connie Nielsen como Jean
- Ray Liotta como Mayor Jim Tobin (loosely based on real-life Seattle Mayor Paul Schell)
- Tzi Ma como Governor (vagamente baseado no ex-governador de Washington Gary Locke)
- Ivana Miličević como Carla
- Channing Tatum como Johnson
- Jennifer Carpenter como Sam
- Joshua Jackson como Randall
- Isaach De Bankolé como Abasi
- Rade Serbedzija como Dr. Meric

## Locais de gravação
- Vancouver, Colúmbia Britânica, Canadá
  - Universidade da Colúmbia Britânica, Campus de Point Grey
  - Granville Square (prédio)
  - Esquina da Rua Hastings com a Hornby
  - Esquina da Rua Hastings com a Howe Leone e L2
  - Piso da Biblioteca pública de Vancouver
  - Rua Fraser, entre Avenidas 41st e 49th
- Seattle, Washington

## Recepção do Filme
O filme recebeu análises mistas dos críticos, recebendo 54% de classificação positiva de diversas análises do site Rotten Tomatoes, de Janeiro de 2016. O consenso crítico foi que o filme, apesar de “Bem intencionado e passional, este documentário dramático sobre protestos contra OMC de 1999 dá mais ênfase em política do que no desenvolvimento das personagens”. A New york magazine chamou o filme de “um triunfo” ao mesmo tempo crítico do Chicago Sun-Times, Roger Ebert deu ao filme 3 de 4 estrelas e o descreveu como “ nem um documentário, nem um drama, mas interessante mesmo assim” e o comparou com antigos filmes políticos como Medium Cool.  De acordo com EW.com, o filme “parece um filme de TV ruim: um drama baseado nos protestos que interromperam OMC de 1999 em realizada em Seattle. Ainda assim, Stuart Townsend recria tudo com paixão e habilidade.”
O filme também recebeu críticas positivas do  The Hollywood Report e da Variety
Apesar do diretor Stuart Townsend salientar a intenção de relatar os eventos do protesto com precisão, o filme foi criticado grupo anarquista CrimethInc. pelo que entenderam como relato sensacionalista dos eventos. Em um panfleto intitulado “ And What About Tomorrow?” (E sobre amanhã?), o grupo alega que os protestos foram caracterizados no filme como uma revolta isolada e espontânea na qual um “pequeno grupo marginal” de anarquistas black blocs “roubam o show” enquanto que CrimethInc. afirmam que "os anarquistas estavam envolvidos em todos aspectos do protesto” incluindo organização não violenta e Food Not Bombs (Comida, não Bombas), e creditam a adoção de táticas de ação anarquista direta com o sucesso do levante. Uma análise publicada pelo Anarkismo elogiou filme como “claramente bem pesquisado”, citando o andamento temporal e narrativa geral bem precisa, mas criticou a apresentação da política anarquista como unidimensional e caricata.